# Coordonnateur SPS
Le coordonnateur SPS (coordonnateur en matière de sécurité et de protection de la santé, ou CSPS) intervient sur les chantiers de bâtiment ou de génie civil lorsque officient plusieurs entrepreneurs ou travailleurs indépendants. Également appelé Coordinateur Santé Sécurité. Ce métier, spécifique  au secteur de la construction (BTP) (en France, code ROME: H1302), fait partie du domaine de la maitrise d'œuvre. Son appellation anglaise est Health and Security (H&S) coordinator / officer.,,

## Rôle du CSPS
Le coordonnateur SPS doit  prévenir les risques issus de la coactivité entre les entreprises intervenantes et prévoir l'utilisation de moyens communs sur le chantier concerné. Par ailleurs il doit prévoir les mesures de sécurité qui seront nécessaires après la livraison de l'ouvrage, lors de son exploitation. 

## Organisation de la Coordination en matière de Sécurité et de Protection de la Santé
Selon le Code du travail, article L4532-2 , la coordination en matière de sécurité et de protection de la santé doit être organisée pour tout chantier de bâtiment ou de génie civil où sont appelés à intervenir plusieurs travailleurs indépendants ou entreprises, entreprises sous-traitantes incluses (celles pour lesquelles l'effectif prévisible des travailleurs doit dépasser vingt travailleurs à un moment quelconque des travaux et dont la durée doit excéder trente jours ouvrés, ainsi que celles dont le volume prévu des travaux doit être supérieur à 500 hommes-jours), aux fins de prévenir les risques de co-activité résultant de leurs interventions simultanées ou successives pendant les phases de conception et de réalisation de l'ouvrage et de prévoir, lorsqu'elle s'impose, l'utilisation des moyens communs tels que les infrastructures, les moyens logistiques et les protections collectives (Code du Travail Partie 4 de la Partie Législative, Livre V, Titre III, Chapitres 1 et 2 (Articles L4531-1 à L4531-3 et L4532-1 à L4532-18) ainsi que Partie 4 de la Partie Réglementaire, Livre V, Titre III, Chapitre 2 (Articles R4532-1 à R4532-98) .
Elle est organisée par le maître d’ouvrage. Il prévoit les Modalités Pratiques de Coopération entre les différents intervenants et le coordonnateurs SPS, dans un document joint à leur contrat (Article R4532-6).
Le CSPS est désigné dès le début de la phase avant-projet sommaire APS (article R4532-4).

## Fondement de la mission SPS en phase conception
Le fondement de sa mission en phase conception est la mise en œuvre des principes généraux de prévention (L4531-1) .

## Les documents de la coordination SPS
Le SPS établit des documents réglementés (article R4532-12): 
- Le plan général de la coordination en matière de sécurité et de protection de la santé (PGC.SPS),
- Le dossier d'intervention ultérieure sur l'ouvrage (DIUO),
- Le registre-journal de la coordination (RJ),
- Les sujétions relatives à la mise en commun des infrastructures, de la logistique, des protections collectives et des installations électriques.

## Fondement de la mission CSPS en phase réalisation
En phase réalisation, le CSPS veille à la mise en œuvre des principes généraux de prévention. Il exerce ses missions sous la responsabilité du maître de l'ouvrage (R4532-11).
Pour la phase réalisation de l'ouvrage, lorsque le maître de l’ouvrage désigne un CSPS différent de celui de la phase conception, cette désignation doit avoir lieu avant le lancement de la consultation des entreprises (Article R4532-5) .

## Objectif de la coordination SPS
Mettre en œuvre les principes généraux de prévention pour assurer la sécurité et de protéger la santé des personnes qui interviennent sur un chantier de bâtiment ou de génie civil

### En phase conception
- Lors des choix architecturaux et techniques
- Pour planifier les interférences entre plusieurs entreprises lors de travaux ou phases de travail qui se déroulent simultanément ou successivement (co-activité)
- Pour faciliter la prévention des risques professionnels lors des interventions ultérieures sur l'ouvrage
- Pour définir les modalités de la mise en commun des moyens

### En phase réalisation
- Pour organiser la co-activité (interférences entre les entreprises qui interviennent simultanément ou successivement)
- Pour organiser les modalités de l’utilisation des moyens communs.

## Le coordonnateur en situation de travail
La mission  du coordonnateur SPS est de prévenir, tout au long de l’opération, les risques résultant des interventions simultanées ou successives des diverses entreprises et équipes. À cet effet, il analyse les risques inhérents à chacune des situations de travail, il examine les périodes de co-activité prévues par les plannings, il évalue les risques résultant de cette co-activité, il propose des mesures de prévention dont il contrôle la mise en œuvre. Au cours de cette analyse  il doit également d'une part détecter la présence éventuelle d'un ou plusieurs des risques particuliers définis par l’arrêté du 25 février 2003 (L235-6) et le décret du 8 janvier 1965 modifié. Par ailleurs, il est capable d’appréhender les risques de maladies professionnelles et de décrire des mesures préventives. Tout au long de l'opération, il adapte son action à la réalité du chantier, en essayant toutefois d'intervenir le plus en amont possible.
Dans le cas où il constate un défaut d’application ou un litige il définit les responsabilités de chacun et propose au maître d'ouvrage d'appliquer des mesures correctives, voire des sanctions. S'il constate l'existence d'un danger grave, il propose au maître d'ouvrage d'arrêter les travaux ou les postes de travail dangereux et de mettre  en œuvre des mesures d'urgence.
S’il le juge utile, il fait conforter son action par les organismes officiels avec lesquels il communique tout au long de l’opération (IT, CRAM, CGSS, OPPBTP, etc.).
Analyser les risques liés à la co-activité, définir des mesures de prévention et contrôler leur bonne mise en œuvre sont les trois actions du CSPS.
Les termes de son contrat avec le maître d'ouvrage, son expérience, son autorité naturelle lui permettent de faire adopter toutes les mesures nécessaires à l’élimination préventive et si nécessaire curative des risques. L’intervention du coordonnateur SPS ne modifie ni la nature ni l'étendue des responsabilités qui incombent à chacun des autres participants à l'opération.

## Analyse des risques
Pour analyser et évaluer les risques liés aux interventions successives ou simultanées, le SPS utilise son expérience en matière de conception et de réalisation d’opérations. Il connait les dangers décrits par les publications de l'OPPBTP, de l'INRS et par le décret du 8 janvier 1965 modifié ; il examine le planning d'exécution. Sur le chantier, ces éléments sont affinés par l’analyse détaillée des PPSPS qui indiquent notamment les procédés et modes opératoires particuliers envisagés. Ces renseignements, qui évoluent constamment, lui permettent d’évaluer globalement les risques et d'éviter leur apparition en préconisant des mesures de prévention adéquates. Celles-ci sont, après analyse par les divers intervenants, choisies et décidées par le maître d'ouvrage.
En cas d'accident ou d'incident, le SPS pourra analyser les circonstances afin d’identifier la ou les causes et ainsi de déterminer de nouvelles mesures de prévention destinées à en éviter la répétition.

## Communication
L’action du CSPS dès l’avant-projet sommaire (APS) auprès du maître de l’ouvrage lui permet de rappeler à ce dernier ses responsabilités telles que prévues par les textes officiels. Il en sera de même pour l’ensemble des intervenants tout au long de l’opération. Le CSPS permet à chacun une compréhension aisée de ces textes et veille à la transversalité et à la transmission des informations entre les acteurs de l’opération et les organismes officiels (CRAM, CGSS, OPPBTP, IT, etc.).
La reconnaissance par tous de son autorité naturelle sera garante de la bonne application des consignes et principes généraux de prévention.
Sans cette communication, il serait difficile pour les entreprises d’appréhender dans le PPSPS les risques de la co-activité due à l’intervention des différents acteurs.
Cette communication étendue sur les interventions ultérieures permet d’assurer la pérennité de son action tout au long de la vie de l’ouvrage.

## Missions et interventions du CSPS
- Met en application et veille à la bonne mise en œuvre des principes généraux de prévention durant les phases de conception, de réalisation et d’intervention ultérieure sur l’ouvrage
- Recherche les risques d’accident et de santé découlant de la co-activité durant ces trois phases
- Assiste le maitre d’ouvrage dans la déclaration préalable des travaux.
- Assiste le maitre d’ouvrage et le maitre d’œuvre dans l’avant projet sommaire (APS).
- Établit le dossier des interventions ultérieures sur l'ouvrage (DIUO) dès l’APS
- Établit le registre journal dès l’APS – Contenu détaillé
- Établit le plan général de coordination dès l’APS – Contenu détaillé et adapté à l’opération
- Met à jour le PGC.SPS par avenants tout au long du chantier
- Diffuse et communique les informations des PPSPS ou le PPS, PMS
- Harmonise les PPSPS des entreprises et sous-traitants – Contenu détaillé pour avenants PGC
- Constitue, préside et participe à l’action du CISSCT si existant
- Diffuse les PV du CISSCT au CHSCT et délégués du personnel
- Remet le DIUO au maitre d’ouvrage lors de la réception de l’ouvrage
- Archive et conserve le registre-journal pendant une durée de cinq ans à compter de la date de réception de l'ouvrage (Code du travail, R4532.41)

## Historique
- Le décret n° 2006-761 du 30 juin 2006 apporte les modifications suivantes aux articles du code du Travail relatifs à la mission du C.SPS :
  - pour le Maître d'Ouvrage (R238-17) : « Le maître d'ouvrage est tenu de demander au propriétaire du bâtiment les dossiers techniques regroupant les informations relatives à la recherche et à l'identification des matériaux contenant de l'amiante prévus aux articles R. 1334-22, R. 1334-27 et R. 1334-28 du code de la santé publique et de communiquer ces documents au maître d’œuvre et au coordonnateur ».
  - pour le SPS / établissement du PGC (R238-22 et R238-25-1) : « Les dossiers techniques regroupant les informations relatives à la recherche et à l'identification des matériaux contenant de l'amiante prévus aux articles R. 1334-22, R. 1334-27 et R. 1334-28 du code de la santé publique sont joints au plan général de coordination ».
  - pour le C.SPS / établissement du DIUO (R238-37) : « Les dossiers techniques regroupant les informations relatives à la recherche et à l'identification des matériaux contenant de l'amiante prévus aux articles R. 1334-22 et R. 1334-28 du code de la santé publique sont également joints au dossier d'intervention ultérieure sur l'ouvrage ».

- Dans le code de la santé publique, les articles cités précédemment correspondent à :
  - R1334-22 : « Les propriétaires constituent, conservent et actualisent un dossier technique regroupant notamment les informations relatives à la recherche et à l'identification des flocages, calorifugeages et faux plafonds ainsi qu'à l'évaluation de leur état de conservation. Ce dossier doit préciser la date, la nature, la localisation et les résultats des contrôles périodiques, des mesures d'empoussièrement et, le cas échéant, des travaux effectués à l'issue du diagnostic prévu à l'article R. 1334-16 ».
  - R1334-27 : « Les propriétaires des immeubles mentionnés à l'article R. 1334-23 sont tenus, préalablement à la démolition de ces immeubles, d'effectuer un repérage des matériaux et produits contenant de l'amiante et de transmettre les résultats de ce repérage à toute personne physique ou morale appelée à concevoir ou à réaliser les travaux...Un arrêté des ministres chargés de la construction, du travail et de la santé définit les catégories de matériaux et produits devant faire l'objet de ce repérage ainsi que les modalités d'intervention ».
  - R1334-28 : « Les propriétaires communiquent le dossier technique « Amiante » à toute personne physique ou morale appelée à effectuer des travaux dans l'immeuble bâti et conservent une attestation écrite de cette communication... ».

Le CSPS ne doit donc pas se contenter de la seule communication du dossier technique amiante pour établir ses documents.